# رندا مرقس
رندا مرقس توماس (بالإنجليزية: Randa Markos-Thomas)‏ وهي مصارعة عراقية كندية ولدت في يوم 10 آب 1985 في مدينة بغداد عاصمة العراق وهي محترفة فنون القتال المختلطة وتلعب في بطولة القتال النهائي.

## روابط خارجية
- رندا مرقس على موقع IMDb (الإنجليزية)
- رندا مرقس على موقع قاعدة بيانات الفيلم (الإنجليزية)
- رندا مرقس على موقع يو إف سي (الإنجليزية)
- رندا مرقس على موقع شيردوغ (الإنجليزية)
- رندا مرقس على موقع Tapology.com (الإنجليزية)